# Indra (namn)

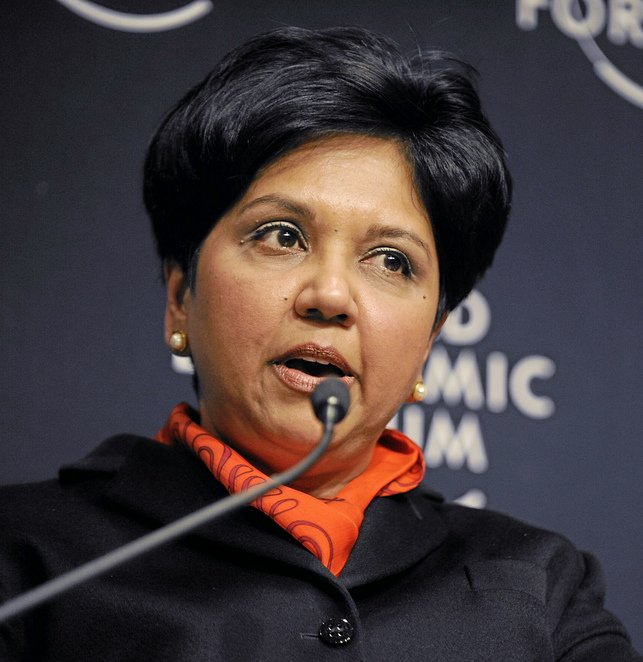
Indra Nooyi

Indra är ett indiskt mytologiskt namn. Indra var åskans och regnets gud. Namnet bärs både av män och kvinnor.
Den 31 december 2014 fanns det totalt 534 kvinnor och 15 män folkbokförda i Sverige med namnet Indra, varav 393 kvinnor och 4 män bar det som tilltalsnamn.
Namnsdag: saknas

## Personer med namnet Indra
- Indra Birowo, indonesisk skådespelare
- Indra Nooyi, indisk-amerikansk företagsledare